# Chelone
- Commons
- Wikispecies

Chelone L. é um género botânico pertencente à família Plantaginaceae. Tradicionalmente este gênero era classificado na família das Scrophulariaceae.

## Espécies
Chelone alba Chelone albida Chelone alpina
Chelone angustifolia Chelone angustifolis Chelone atropurpurea
Chelone barbata Chelone bradburii Chelone campanulata
Chelone campanuloides Chelone capitata Chelone caerulea
Chelone centranthifolia Chelone cheilanthifolia Chelone chlorantha
Chelone cristata Chelone cuthbertii Chelone diffusa
Chelone digitalis Chelone elatior Chelone elegans
Chelone erianthera Chelone filiformis Chelone formosa
Chelone frutescens Chelone gentianoides Chelone glabra
Chelone gracilis Chelone grandiflora Chelone grimesii
Chelone hirsuta Chelone imberbis Chelone inermis
Chelone lanceolata Chelone latifolia Chelone laevigata
Chelone linifolia Chelone lyoni Chelone lyonii
Chelone maculata Chelone major Chelone mexicana
Chelone montana Chelone nemorosa Chelone obliqua
Chelone penstemon Chelone pentstemon Chelone pubescens
Chelone purpurea Chelone richardsonii Chelone rosea
Chelone rubicunda Chelone ruelloides Chelone scouleri
Chelone tomentosa Chelone venusta Chelone wrightii
- «Lista completa»

## Classificação do gênero
| Sistema | Classificação                        | Referência               |
| ------- | ------------------------------------ | ------------------------ |
| Linné   | Classe Didynamia, ordem Angiospermia | Species plantarum (1753) |